# Абдулла Кутб-шах
Абдулла Кутб-шах (1612 — 21 апреля 1672) — 7-й султан Голконды из династии Кутб-шахов (1626—1672), сын Султана Мухаммада Кутб-шаха, 6-го султана Голконды.
Абдулла Кутб-шах был полиглотом, любителем поэзии и музыки. Он пригласил к себе ко двору и уважал Кшетрайю, известного лирического писателя. Кшетрайя известен своей романтической поэзией.

## Жизнеописание

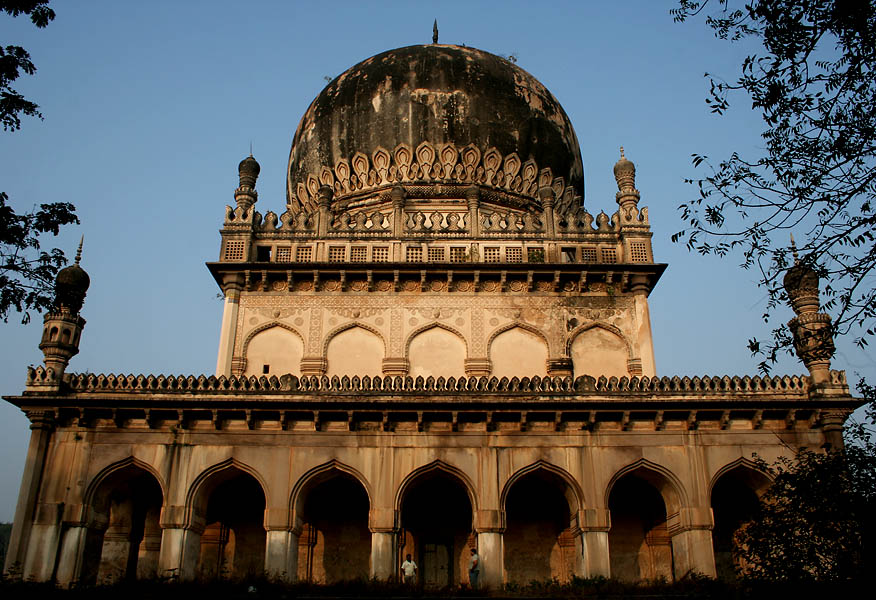
Мавзолей Абдуллы Кутб-шаха в Хайдарабаде, Индия

Происходил из династии Кутб-шахов. Сын и преемник Султана Мухаммад Кутб-шаха (1593—1626), султана Голконды (1611—1626), и его двоюродной сестры Хайрат-Бахши-бегум. В 1626 году после смерти своего отца Абдулла Кутб-шах унаследовал престол Голконды. Учитывая малый возраст регентшей стала его мать Хайрат Бахши Бегум, которая продолжила политику предшественников, стараясь удерживать мир с соседями и одновременно избегать открытого противостояния с Империей Великих Моголов.
В 1635 году султан Абдулла Кутб-шах вынужден был признать превосходство могольского падишаха Шах-Джахана, обязался платить ежегодную дань в размере 800 000 рупий и в хутбе (пятничной молитве) упоминать императора Великих Моголов. В течение 1640-х годов Абдулла Кутб-шах значительно расширил свои владения за счет наякств Южной Индии, образовавшихся в результате распада Виджаянагарской империи. Еще в начале правления Абдуллы Кутб-шаха под его власть перешла вся Андхра. В 1646—1647 годах был присоединен Восточный Карнатик, присоединены крепости Джинджи и Гандикота, власть Голкондского султаната распространилась на все Коромандельское побережье от Ориссы до Мадуры. В 1652 году захвачен город Веллор с окружающей областью. Одновременно возобновил дипломатические отношения с Персией, отправлял посольства к сефевидскому шаху Аббасу II.
В феврале 1656 года деканский наместник, шехзаде Аурангзеб, сын императора Шах-Джахана, организовал вторжение в Голкондский султанат. На службу к Великим Моголам перешел Мир Джумла, крупный голкондский военачальник и землевладелец, имевший собственное войско и владевший частью Карнатика. Его сын Мухаммад Амин был заключен в тюрьму по приказу Абдуллы Кутб-шаха. Могольский император Шах-Джахан потребовал от Абдуллы Кутб-шаха освобождения Мухаммада Амина из заключения и в случае отказа угрожал вторжением в Голконду. Авангард могольской армии под командованием шехзаде Султана Мухаммада, старшего сына Аурангзеба, захватил Хайдерабад. Абдулла Кутб-шах вместе с семьей укрылся в крепости Голконда. Осаду форта возглавил сам Аурангзеб. Осада продолжалась два месяца. Аурангзеб отказывался заключать мир и настаивал на включении Голконды в состав Империи Великих Моголов. Агенты Абдуллы Кутб-шаха в Дели смогли склонить на свою сторону Дару Шукоха, старшего сына и наследника Шах-Джахана. Последний отправил Аурангзебу приказ о снятии осады. 30 марта 1656 года между Голкондой и Империей Великих Моголов был заключен мирный договор. Абдулла Кутб-шах уплатил моголам контрибуцию в размере 10 миллионов рупий и уступил один пограничный округ. Кроме того, Абдулла Кутб-шах вынужден был выдать свою дочь Падшах Биби Сахибу замуж за шехзаде Мухаммад Султана Мирзу, старшего сына Аурангзеба.
В правление Абдуллы Кутб-шаха начался новый этап разработки алмазных рудников, он наладил торговые отношения с Голландской Ост-Индской компанией.
Абдулла Кутб-шах скончался 21 апреля 1672 года, ему унаследовал зять Абуль Хасан Кутб-шах (женатый на его старшей дочери Бадшах Биби).